# 泉皇女
泉皇女（約671年前？—734年，即卒於天平六年二月八日），天智天皇皇女，齋王（伊勢神宮巫女）。母親是忍海造小龍之女色夫古娘，同母兄川島皇子，同母姊大江皇女。
雖然大江皇女和泉皇女的其他異母姊都嫁給了天武天皇或其皇子，但因泉皇女當時年紀尚幼，故此未有指婚。當泉皇女到了適婚年齡，卻又沒有年紀相當的皇子可供婚配。加上其兄川島皇子因告發大津皇子謀反一事而遭人非議，也令泉皇女的婚事一再延誤。
大寶元年（701年）二月（日本舊曆）約30歲時被選定為下任伊勢神宮齋王，接替被突然解任的上任齋王多紀皇女。慶雲三年（706年）閏正月二十八日出發到伊勢神宮正式就任。同年八月五日，下任齋王田形皇女選定，泉皇女退任。
泉皇女於齋王一職的就任與退任並不尋常：一般而言，齋王在宮中的初齋院和京郊潔齋所齋戒沐浴3年後便會赴伊勢就任，但泉皇女卻齋戒沐浴5年，而且就任半年左右便匆匆退任。箇中原因史籍未有記載。
靈龜元年（715年）正月十一日返回京城，敘位三品，加封一百戶。之後再晉位二品（確實時期未明），天平六年（734年）二月八日約60歲時去世，終身未嫁。